# Mariä Geburt (Kreuz)

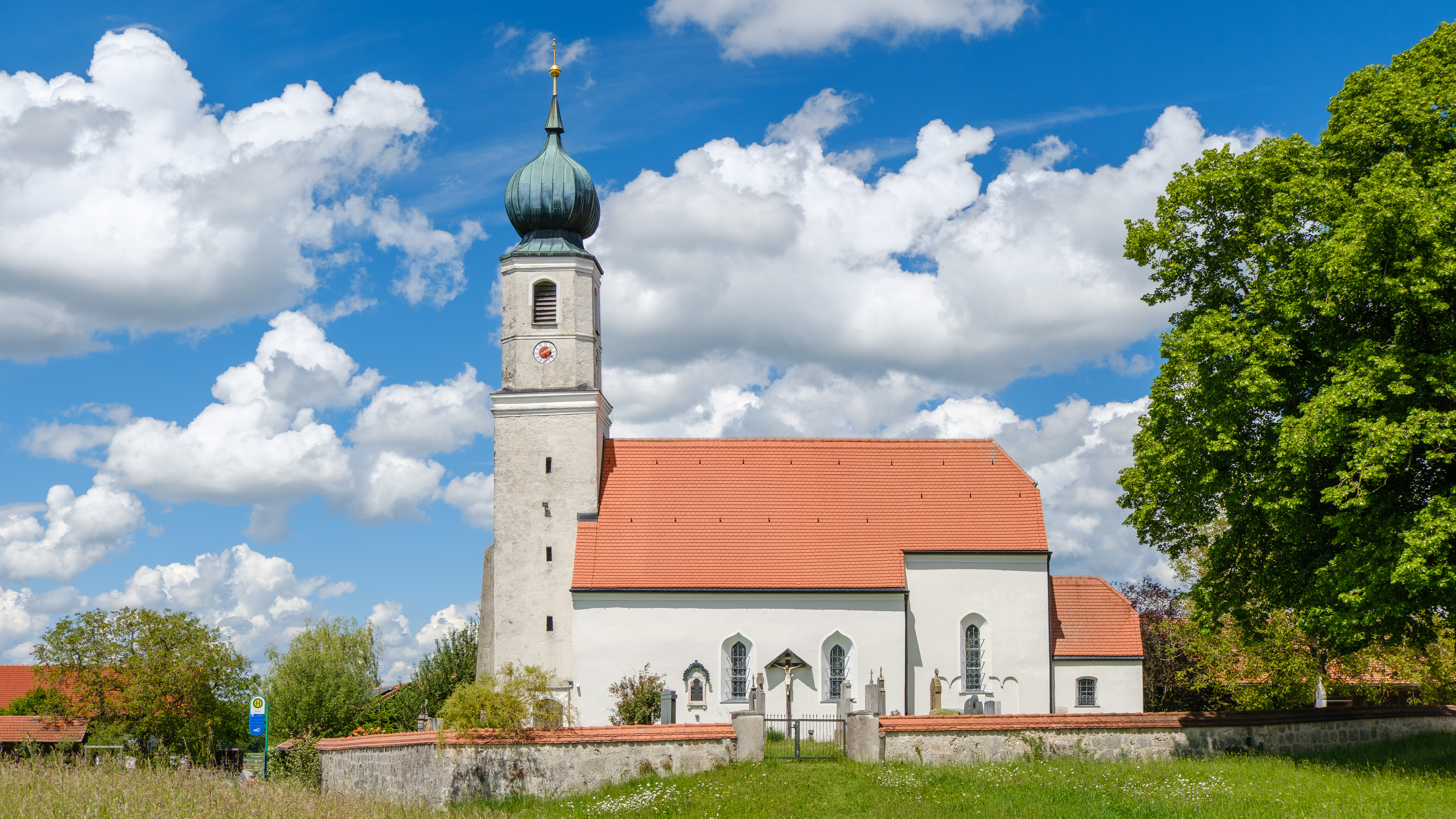
Mariä Geburt in Kreuz

Die römisch-katholische Filialkirche Mariä Geburt, eine ehemalige  Wallfahrtskirche, steht in Kreuz, einem Gemeindeteil des Marktes Glonn im oberbayerischen Landkreis Ebersberg. Das Bauwerk ist in der Liste der Baudenkmäler in Glonn unter der Nr. D-1-75-121-30 eingetragen. Die Pfarrei gehört zum Pfarrverband Glonn im Dekanat Ebersberg des Erzbistums München und Freising.

## Beschreibung

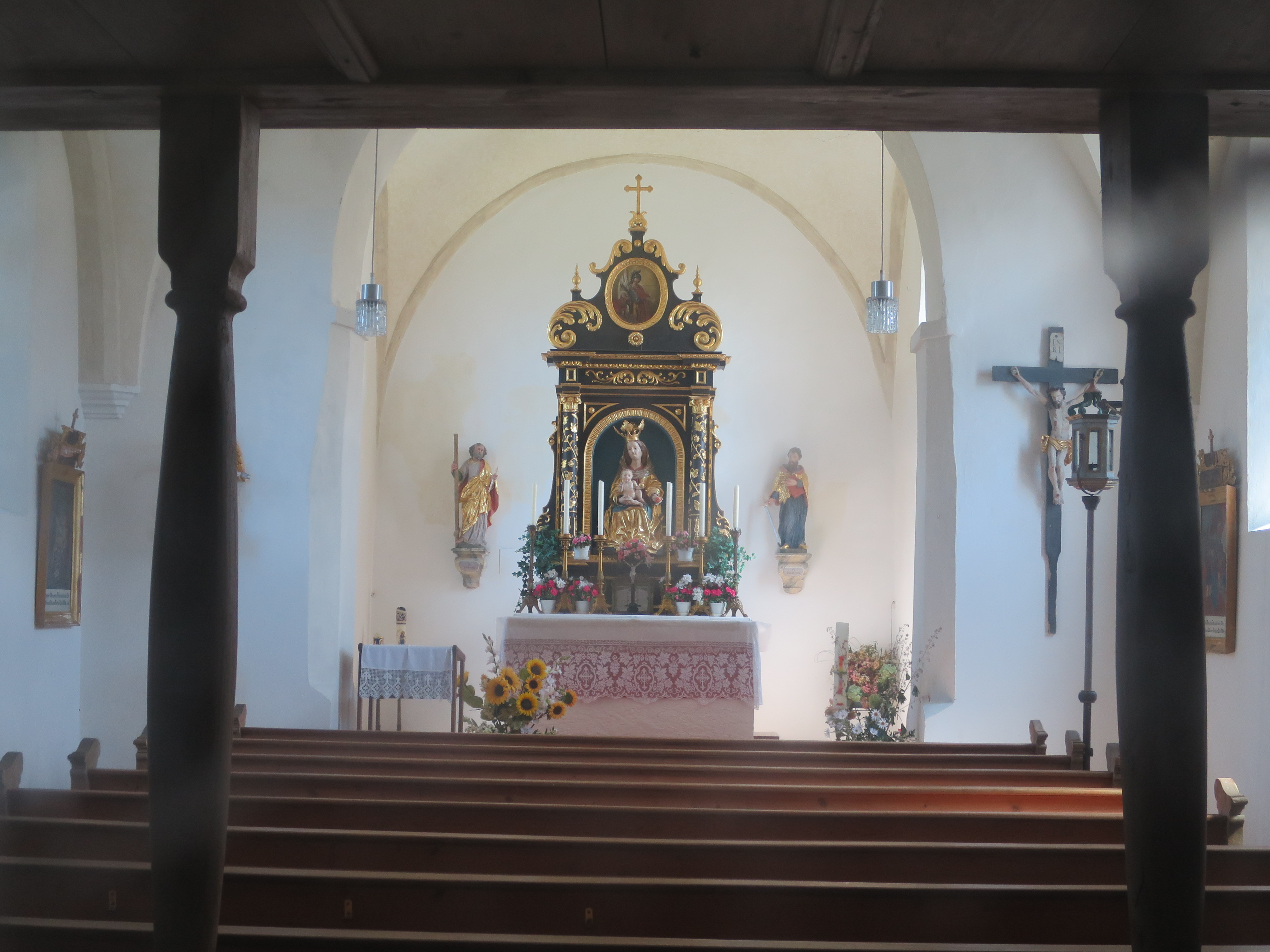
Blick zum Altar

Mariä Geburt in Kreuz ist eine romanische Saalkirche; 1268 wurde sie geweiht. Sie besteht aus dem um 1630 nachgotisch veränderten Langhaus, dem eingezogenen quadratischen Chor im Osten, der 1793 erhöht wurde, der Sakristei an der Stirnwand des Chors und dem 1793 angefügten Kirchturm im Westen. Der mit einer Zwiebelhaube bedeckte Turm ersetzte den früheren Chorturm; das Obergeschoss mit abgeschrägten Ecken enthält den Glockenstuhl und die Turmuhr.
Der Altar mit einem Marienbildnis im Altarretabel wurde im 17. Jahrhundert geschaffen. Flankiert wird er von Skulpturen des Simon Petrus und des Paulus von Tarsus.